# Man on the Moon (chanson)
Pour les articles homonymes, voir Man on the Moon (homonymie).
Singles de R.E.M.
Drive
(1992) The Sidewinder Sleeps Tonite
(1993)
Man on the Moon est une chanson du groupe rock alternatif R.E.M. sortie en 1992 sur l'album Automatic for the People. Elle fut écrite par Michael Stipe[réf. nécessaire]. Elle atteint la 30e place dans le Billboard Hot 100. Elle a aussi été dans le UK Singles Chart en 18e position[réf. nécessaire].

## Classements
| Classement (<année>) | Meilleure position |
| -------------------- | ------------------ |
| États-Unis (Hot 100) | 30                 |